# Club Almagro
Der Club Almagro ist ein argentinischer Fußballverein aus Buenos Aires. Der 1911 gegründete Klub spielt in der Saison 2008 in der Nacional B, der zweithöchsten Spielklasse im argentinischen Fußball.

## Geschichte
Der Verein wurde am 6. Januar 1911 im Stadtteil Almagro von Buenos Aires gegründet. Zwar hat der Klub immer noch Sportanlagen für seine Mitglieder in Almagro selbst, das Stadion des Fußball-Zweitligisten befindet sich jedoch in José Ingenieros, Provinz Buenos Aires.
Im Jahr 1938 spielte Almagro erstmals in der ersten argentinischen Fußballliga, als man den Aufstieg im Vorjahr schaffte. Man hielt sich jedoch nur ein Jahr lang in der höchsten Spielklasse. Es war das erste Jahr, in dem überhaupt ein Aufstieg in Liga 1 möglich war. Im Jahr 1968 wurde Almagro Zweitligameister, verpasste allerdings in der Relegation den Sprung in die Erstklassigkeit. In ihrer fast 100 Jahre andauernden Vereinsgeschichte waren die „Tricolores“ die meiste Zeit in der zweiten Liga, auch einige Jahre in der dritten Liga, vertreten. Zuletzt konnte der Klub in den Jahren 2000 und 2004 mit dem Erstliga-Aufstieg auf sich aufmerksam machen, musste allerdings jeweils nach nur einem Jahr wieder den Gang in die zweite Liga antreten.

## Stadion
Der Club Almagro spielt im Estadio Tres de Febrero, das am 7. April 1956 eingeweiht wurde und Platz für 19.500 Zuschauer bietet.

## Erfolge
2. Liga Argentinien (Meister):
- Clausura 1996
- Primera B 1968
- Segunda División 1937

3. Liga Argentinien (Meister):
- Primera C 1971

## Trainerhistorie
- Januar 2013 bis April 2014: Carlos Mayor[1]

## Ehemalige Spieler
| - Hector Ausili (1939–1949) - Sebastián Carrera (2001–2004) - Ricardo Caruso Lombardi (1986–1988) - Juan Cobián (2004–2005) - Damian Grosso (1997–2001) - Sergio Herrera (1999–2000) - Francisco Maciel (1998–2001) - Federico Nieto (2002–2005) | - Delio Onnis (Jugend) - Raimundo Orsi (1939–1940) - Enrique Planisi (1948–1959) - Lucas Pusineri (1997–1999) - Humberto Recanatini (?) - Jonathan Santana (2000–2001) - Lucas Sparapani (1999–heute) - Carlos Alberto Yaqué (1996–1997, 2005–2006) |